# Tapio
Tapio és un esperit o un déu de la mitologia finesa del bosc. Segons la tradició folklòrica, se li resava abans de partir de cacera. Tapio està casat amb Mielikki, la deessa del bosc, i és el pare d'Annikki, de Tellervo, de Nyyrikki (el déu de la caça) i de Tuulikki. Tapio apareix com una figura mítica prominent al Kalevala.
Dona nom a Tapiola, un dels centres urbans principals d'Espoo, als afores de Hèlsinki.
Una de les últimes obres del compositor finlandès Jean Sibelius és un poema simfònic titulat Tapiola (1926), que descriu el bosc on habita Tapio.